# Rottenwarnsignale

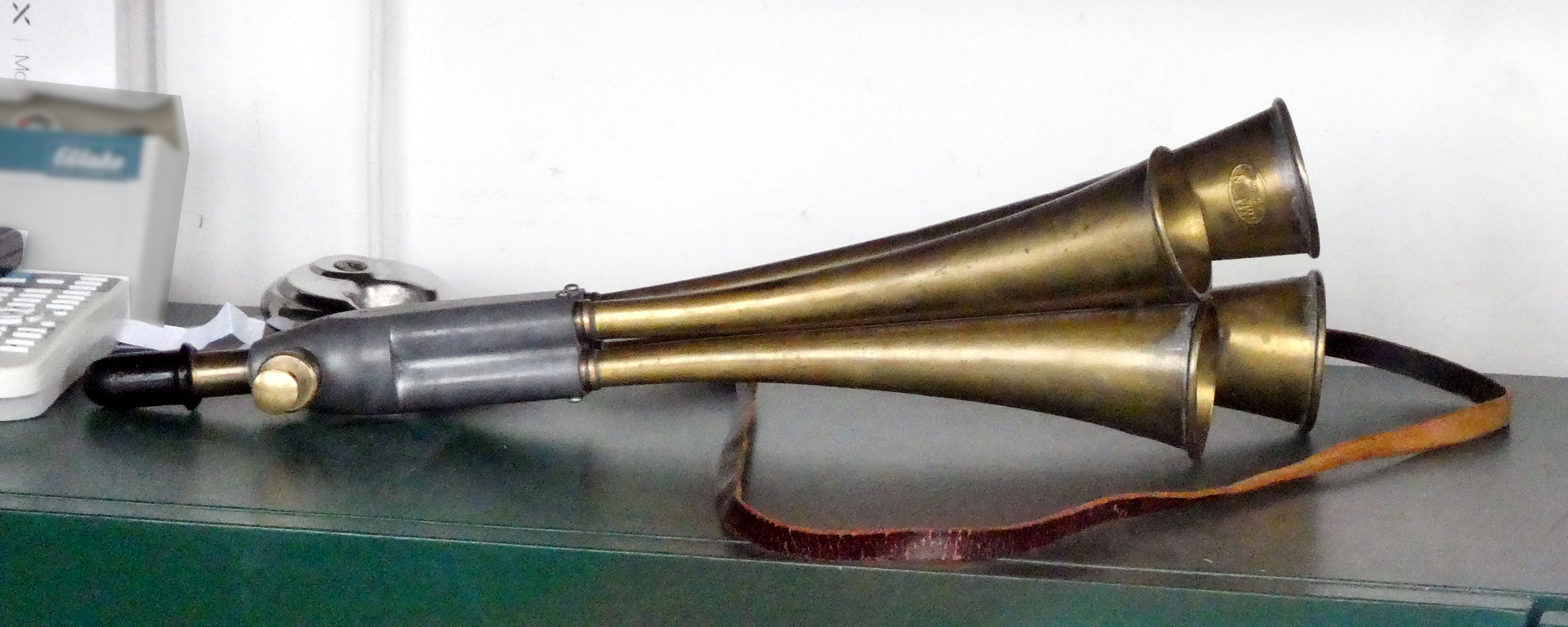
Mehrklanghorn zum Geben von Rottenwarnsignalen

Rottenwarnsignale sind akustische (Ausnahme: Signal Ro 4) Eisenbahnsignale, die für eine im Gleisbereich oder in dessen Nähe arbeitende Gruppe von Gleisbauern („Rotte“) gelten. Sie geben Anweisungen zum Verhalten bei der Annäherung von Fahrzeugen (Zugfahrten). Rottenwarnsignale werden mit dem Mehrklanghorn gegeben, gelten aber auch, wenn sie nur in einer Tonlage gehört werden.

## Übersicht

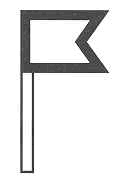
Signal Ro 4

Nach der Eisenbahn-Signalordnung bzw. dem Signalbuch der Deutschen Bahn gibt es folgende Rottenwarnsignale:

Schematische Darstellung der akustischen Rottenwarnsignale

Signal Ro 1Vorsicht! Im Nachbargleis nähern sich Fahrzeuge. Beschreibung: Mit dem Horn ein langer Ton als Mischklang aus zwei verschieden hohen Tönen.
Signal Ro 2Bedeutung: Arbeitsgleise räumen. Beschreibung: Mit dem Horn zwei lange Töne nacheinander in verschiedener Tonlage.
Signal Ro 3Arbeitsgleise schnellstens räumen. Beschreibung: Mit dem Horn mindestens fünfmal je zwei kurze Töne nacheinander in verschiedener Tonlage.
Signal Ro 4 – FahnenschildKennzeichnung der Gleisseite, nach der beim Ertönen der Rottenwarnsignale Ro 2 und Ro 3 die Arbeitsgleise zu räumen sind. Beschreibung: Ein weißes Fahnenschild mit schwarzem Rand. Das Signal Ro 4 befindet sich in der Nähe der Arbeitsrotte gleichlaufend zum Gleis.